# Reggae night
Reggae night is een single uit 1983 van Jimmy Cliff. Het is geschreven in het reggaegenre door Amir Bayyan en LaToya Jackson, en ingespeeld door Kool & The Gang. Bassist Ronald 'Kool' Bell heeft het album The power and the glory, waarvan Reggae night afkomstig is, medegeproduceerd. Van de elf hits die Cliff in Nederland scoorde is Reggae night zijn grootste na Wild World. In België, waar tien singles de hitlijsten haalden, geldt het omgekeerde.

## Hitnotering

### Nederlandse Top 40
Dolly Parton en de Dolly Dots hielden Cliff van de eerste plaats met You Are en Love me just a little bit more.
| Positie: | 29 | 12 | 6 | 6 | 3 | 5 | 13 | 25 | 34 | uit |

### NederlandseDaverende 30
| Positie: | 39 | 21 | 10 | 6 | 6 | 10 | 12 | 23 | 42 | uit |

### BelgischeBRT Top 30
| Positie: | 16 | 4 | 11 | 10 | 4 | 18 | 20 | uit |

### VlaamseUltratop 30
| Positie: | 30 | 12 | 6 | 6 | 5 | 5 | 13 | 21 | uit |

## Covers
Van het lied zijn diverse covers gemaakt, maar geen van allen werden het commerciële successen.
- La Toya Jackson nam het op voor haar album No Relations uit 1991 (alleen uitgebracht in Colombia, Duitsland en Nederland)
- In 1996 werd de Eurodance-versie van het Duitse Beat System een bescheiden hit in de Vlaamse Ultratop 50.

### Anderstalige versies
- Tony Holiday in 1984 als Urlaubsreif (Duits).
- Cheb Tarik in 1999 als Reggae Rai (Frans/Arabisch).
- Henri Dès in 2005 als Fais des nattes (Frans).

### NPO Radio 2 Top 2000
Reggae Night stond alleen in 1999 in de NPO Radio 2 Top 2000, op plek 1742.